# Erica Oomen
Erica Oomen (Schijndel) is een wielrenner uit Nederland.
In 1981 en 1982 werd Oomen Nederlands kampioen sprint op de baan. In 1983 werd zij derde.